# نمور الأناضول
نمور الأناضول (بالتركية: Anadolu Kaplanları)‏ مصطلح يستخدم دوليا في سياق الاقتصاد التركي للإشارة وتفسير ظاهرة عدد من المدن في تركيا والتي أظهرت سجلات نمو مثيرة للإعجاب منذ الثمانينيات، وكذلك لسلالة جديدة محددة من رجال الأعمال والذين انتقلوا عمومًا إلى وضع الشركات الصغيرة والمتوسطة.
عندما يتعلق الأمر بمدن معينة، يستخدم المصطلح غالبًا للعواصم أو المراكز التالية: دنيزلي، عنتاب، قيصرية، بورصة، قونية، قوجه ايلي، مرعش. داخل تركيا، يتم التركيز على المدن التي تلقت استثمارات أو إعانات حكومية قليلة على مر السنين. مثل جوروم ودنيزلي وعنتاب ومرعش وجه الخصوص بين المدن التي «صنعت هذه الأشياء بنفسها». في الوقت المناسب. عنتاب، ملطية، قونية وقيصرية هي أحدث النمور البارزين.
بصرف النظر عن وحدات الإنتاج الخاصة بهم، يستبعد التعريف عمومًا الشركات التي يقع مقرها الرئيسي في أكبر مدن تركيا؛ وهي إسطنبول وأنقرة وإزمير وبورصة وأضنة، بالإضافة إلى الشركات التي تم تشكيلها برأس مال عام.
يشار إليهم أحيانا ب«أسود الأناضول» (التركية: أنادولو أصلانلاري)، باسم جمعية القطاع الخاص أسكون التي تجمع رجال أعمال من عدد من المدن الأخرى الذين وجدوا أسسًا مشتركة بين بعضهم البعض. هذه الرابطة لها فروع في أنقرة وبوردور وبورصة وجيبز وإزميت وقونيا وملطية وطرابزون.
أشكال أخرى من المصطلح، مثل «النمور التركية»، كما تستخدم من قبل بي بي إس دون استبعاد الشكل الأكثر استخدامًا «النمور الأناضولية» أيضًا. 
| المدينة                                                         | عدد الشركات |
| --------------------------------------------------------------- | ----------- |
| دنيزلي                                                          | 29          |
| عنتاب وقيصرية (تركية)                                           | 23          |
| بالق أسير                                                       | 15          |
| قونية                                                           | 14          |
| مرعش                                                            | 9           |
| أردو                                                            | 7           |
| سامسون                                                          | 5           |
| جوروم                                                           | 8           |
| طرابزون وأوني                                                   | 4           |
| كوتاهية ونيدا                                                   | 3           |
| أديامان وأفيون قره حصار وجانقري وغيرسون وإسبرطة وكارامان وملطية | 2           |

 بالإضافة إلى خصائصها المشتركة من منظور اقتصادي، فقد تمت الإشارة أيضًا، خاصة في وسائل الإعلام الدولية، إلى دلالات سياسية مختلفة ضمن المصطلح، بما في ذلك عن طريق ربط هذه العاصمة بالقيم الإسلامية أو توسيع نطاقها بالكامل ضمن تعريفات مثل «رأس المال الإسلامي» أو «رأس المال الأخضر». قد تختلف الخيارات السياسية واتجاهات التصويت في المدن والتفاصيل المعنية على نطاق واسع بين بعضها البعض. تستخدم دراسة أجريت عام 2005 من قبل مبادرة الاستقرار الأوروبي التي ركزت على قيصرية مصطلح «الكالفينيين الإسلاميين» لتحديد رجال الأعمال وقيمهم.
العديد من الجوائز أو المؤتمرات التجارية في تركيا تشير إلى مصطلح «نمور الأناضول» أو بدائله.

## توزيع جغرافي
وفقًا للترتيب السنوي لغرفة صناعة إسطنبول لعام 2005 لأفضل 1000 شركة صناعية في تركيا،  يحتوي الجدول المجاور على مدن تتناسب مع تعريف نمور الأناضول. من بين هذه المدن، تمتلك طرابزون شركة واحدة من أفضل 25 شركة. 

## روابط خارجية
- رابطة رجال أعمال الأسود الأناضولية